# Bob-Weltcup 2010/11
Der Bob-Weltcup 2010/11 begann am 26. November 2010 in Whistler und endete am 6. Februar 2011 in Cesana Torinese. Der Höhepunkt der Saison waren die Bob-Weltmeisterschaften 2011. Die Saison wurde in acht Weltcuprennen und der Bob-Europameisterschaft 2011 parallel zum Skeleton-Weltcup 2010/2011 ausgetragen.

## Weltcupkalender
| #  | Datum                           | Land               | Ort             | Wettkampfstätte                         | 2er F | 2er M | 4er |
| -- | ------------------------------- | ------------------ | --------------- | --------------------------------------- | ----- | ----- | --- |
| 1  | 23.–28. November 2010           | Kanada             | Whistler        | Whistler Sliding Centre                 | ●     | ●     | ●   |
| 2  | 30. November – 5. Dezember 2010 | Kanada             | Calgary         | Calgary’s WinSport Bobsleigh/Luge Track | ●     | ●     | ●   |
| 3  | 7.–12. Dezember 2010            | Vereinigte Staaten | Park City       | Utah Olympic Park Track                 |       | ●     | ●   |
| 4  | 14.–19. Dezember 2010           | Vereinigte Staaten | Lake Placid     | Olympia-Bobbahn Mount Van Hoevenberg    | ●●    | ●     | ●   |
| 5  | 11.–16. Januar 2011             | Österreich         | Innsbruck-Igls  | Olympia Eiskanal Innsbruck-Igls         | ●     | ●     | ●   |
| 6  | 18.–23. Januar 2011             | Deutschland        | Winterberg 1    | Bobbahn Winterberg Hochsauerland        | ●     | ●     | ●   |
| 7  | 25.–30. Januar 2011             | Schweiz            | St. Moritz      | Olympia Bob Run St. Moritz–Celerina     | ●     | ●     | ●   |
| 8  | 9.–11. Februar 2012             | Italien            | Cesana Torinese | Cesana Pariol                           | ●     | ●     | ●   |
| WM | 14.–27. Februar 2012            | Deutschland        | Königssee       | Kunsteisbahn Königssee                  | ●     | ●     | ●   |

## Einzelergebnisse der Weltcupsaison 2010/11
| 1. Weltcup in Whistler, 23. November 2010 – 28. November 2010 | 1. Weltcup in Whistler, 23. November 2010 – 28. November 2010                 | 1. Weltcup in Whistler, 23. November 2010 – 28. November 2010           | 1. Weltcup in Whistler, 23. November 2010 – 28. November 2010            | 1. Weltcup in Whistler, 23. November 2010 – 28. November 2010 |
| Disziplin                                                     | Erster Platz                                                                  | Zweiter Platz                                                           | Dritter Platz                                                            |                                                               |
| ------------------------------------------------------------- | ----------------------------------------------------------------------------- | ----------------------------------------------------------------------- | ------------------------------------------------------------------------ | ------------------------------------------------------------- |
| Zweierbob Damen                                               | Sandra Kiriasis Stephanie Schneider                                           | Shauna Rohbock Valerie Fleming                                          | Kaillie Humphries Heather Hughes                                         |                                                               |
| Zweierbob Herren                                              | Manuel Machata Andreas Bredau                                                 | Lyndon Rush Neville Wright Karl Angerer Christian Friedrich             |                                                                          |                                                               |
| Viererbob Herren                                              | Vereinigte StaatenSteven Holcomb Steve Langton Curtis Tomasevicz Justin Olsen | DeutschlandMaximilian Arndt Alexander Rödiger René Tiefert Martin Putze | DeutschlandManuel Machata Michail Makarow Andreas Bredau Christian Poser |                                                               |

| 2. Weltcup in Calgary, 30. November 2010 – 5. Dezember 2010 | 2. Weltcup in Calgary, 30. November 2010 – 5. Dezember 2010              | 2. Weltcup in Calgary, 30. November 2010 – 5. Dezember 2010                | 2. Weltcup in Calgary, 30. November 2010 – 5. Dezember 2010             | 2. Weltcup in Calgary, 30. November 2010 – 5. Dezember 2010 |
| Disziplin                                                   | Erster Platz                                                             | Zweiter Platz                                                              | Dritter Platz                                                           |                                                             |
| ----------------------------------------------------------- | ------------------------------------------------------------------------ | -------------------------------------------------------------------------- | ----------------------------------------------------------------------- | ----------------------------------------------------------- |
| Zweierbob Damen                                             | Cathleen Martini Berit Wiacker                                           | Sandra Kiriasis Christin Senkel                                            | Helen Upperton Shelly-Ann Brown                                         |                                                             |
| Zweierbob Herren                                            | Karl Angerer Gregor Bermbach                                             | Manuel Machata Andreas Bredau Patrice Servelle Lascelles Brown             |                                                                         |                                                             |
| Viererbob Herren                                            | DeutschlandManuel Machata Michail Makarow Andreas Bredau Christian Poser | DeutschlandKarl Angerer Gregor Bermbach Alexander Mann Christian Friedrich | DeutschlandMaximilian Arndt Alexander Rödiger René Tiefert Martin Putze |                                                             |

| 3. Weltcup in Park City, 7. Dezember 2010 – 12. Dezember 2010 | 3. Weltcup in Park City, 7. Dezember 2010 – 12. Dezember 2010             | 3. Weltcup in Park City, 7. Dezember 2010 – 12. Dezember 2010            | 3. Weltcup in Park City, 7. Dezember 2010 – 12. Dezember 2010 | 3. Weltcup in Park City, 7. Dezember 2010 – 12. Dezember 2010 |
| Disziplin                                                     | Erster Platz                                                              | Zweiter Platz                                                            | Dritter Platz                                                 |                                                               |
| ------------------------------------------------------------- | ------------------------------------------------------------------------- | ------------------------------------------------------------------------ | ------------------------------------------------------------- | ------------------------------------------------------------- |
| Zweierbob Damen                                               | Wettkampf wegen starkem Wind und Schneefall abgesagt.                     | Wettkampf wegen starkem Wind und Schneefall abgesagt.                    | Wettkampf wegen starkem Wind und Schneefall abgesagt.         |                                                               |
| Zweierbob Herren                                              | Alexander Subkow Dmitri Trunenkow                                         | Simone Bertazzo Sergio Riva                                              | Manuel Machata Andreas Bredau                                 |                                                               |
| Viererbob Herren                                              | RusslandAlexander Subkow Filipp Jegorow Dmitri Trunenkow Nikolai Chrenkow | DeutschlandManuel Machata Michail Makarow Andreas Bredau Christian Poser | KanadaLyndon Rush Chris Le Bihan Cody Sorensen Neville Wright |                                                               |

| 4. Weltcup in Lake Placid, 14. Dezember 2010 – 19. Dezember 2010 | 4. Weltcup in Lake Placid, 14. Dezember 2010 – 19. Dezember 2010               | 4. Weltcup in Lake Placid, 14. Dezember 2010 – 19. Dezember 2010        | 4. Weltcup in Lake Placid, 14. Dezember 2010 – 19. Dezember 2010 | 4. Weltcup in Lake Placid, 14. Dezember 2010 – 19. Dezember 2010 |
| Disziplin                                                        | Erster Platz                                                                   | Zweiter Platz                                                           | Dritter Platz                                                    |                                                                  |
| ---------------------------------------------------------------- | ------------------------------------------------------------------------------ | ----------------------------------------------------------------------- | ---------------------------------------------------------------- | ---------------------------------------------------------------- |
| Zweierbob Damen (Nachholwettkampf für 3. Weltcup)                | Sandra Kiriasis Berit Wiacker                                                  | Shauna Rohbock Valerie Fleming                                          | Cathleen Martini Kristin Steinert                                |                                                                  |
| Zweierbob Damen                                                  | Sandra Kiriasis Stephanie Schneider                                            | Cathleen Martini Christin Senkel                                        | Helen Upperton Shelly-Ann Brown                                  |                                                                  |
| Zweierbob Herren                                                 | Simone Bertazzo Sergio Riva                                                    | Alexander Subkow Dmitri Trunenkow                                       | Karl Angerer Alexander Mann                                      |                                                                  |
| Viererbob Herren                                                 | Vereinigte StaatenSteven Holcomb Justin Olsen Steven Langton Curtis Tomasevicz | DeutschlandMaximilian Arndt Alexander Rödiger René Tiefert Martin Putze | KanadaLyndon Rush Justin Wilkinson Cody Sorensen Neville Wright  |                                                                  |

| 5. Weltcup in Igls, 11. Januar 2011 – 16. Januar 2010 | 5. Weltcup in Igls, 11. Januar 2011 – 16. Januar 2010                  | 5. Weltcup in Igls, 11. Januar 2011 – 16. Januar 2010                  | 5. Weltcup in Igls, 11. Januar 2011 – 16. Januar 2010                          | 5. Weltcup in Igls, 11. Januar 2011 – 16. Januar 2010 |
| Disziplin                                             | Erster Platz                                                           | Zweiter Platz                                                          | Dritter Platz                                                                  |                                                       |
| ----------------------------------------------------- | ---------------------------------------------------------------------- | ---------------------------------------------------------------------- | ------------------------------------------------------------------------------ | ----------------------------------------------------- |
| Zweierbob Damen                                       | Shauna Rohbock Valerie Fleming                                         | Anja Schneiderheinze Christin Senkel                                   | Fabienne Meyer Hanne Schenk                                                    |                                                       |
| Zweierbob Herren                                      | Beat Hefti Thomas Lamparter                                            | Alexander Subkow Alexei Wojewoda                                       | Simone Bertazzo Matteo Torchio                                                 |                                                       |
| Viererbob Herren                                      | DeutschlandManuel Machata Richard Adjei Andreas Bredau Christian Poser | DeutschlandThomas Florschütz Ronny Listner Kevin Kuske Andreas Barucha | Vereinigte StaatenSteven Holcomb Justin Olsen Steven Langton Curtis Tomasevicz |                                                       |

| 6. Weltcup und Europameisterschaft in Winterberg, 18. Januar 2011 – 23. Januar 2011 | 6. Weltcup und Europameisterschaft in Winterberg, 18. Januar 2011 – 23. Januar 2011 | 6. Weltcup und Europameisterschaft in Winterberg, 18. Januar 2011 – 23. Januar 2011                                                              | 6. Weltcup und Europameisterschaft in Winterberg, 18. Januar 2011 – 23. Januar 2011 | 6. Weltcup und Europameisterschaft in Winterberg, 18. Januar 2011 – 23. Januar 2011 |
| Disziplin                                                                           | Erster Platz                                                                        | Zweiter Platz | Dritter Platz                                                                       |                                                                                     |
| ----------------------------------------------------------------------------------- | ----------------------------------------------------------------------------------- | --- | ----------------------------------------------------------------------------------- | ----------------------------------------------------------------------------------- |
| Zweierbob Damen                                                                     | Sandra Kiriasis Berit Wiacker                                                       | Anja Schneiderheinze Christin Senkel | Shauna Rohbock Valerie Fleming                                                      |                                                                                     |
| Zweierbob Herren                                                                    | Alexander Subkow Alexei Wojewoda                                                    | Thomas Florschütz Kevin Kuske | Karl Angerer Alexander Mann                                                         |                                                                                     |
| Viererbob Herren                                                                    | DeutschlandManuel Machata Richard Adjei Andreas Bredau Florian Becke                | DeutschlandThomas Florschütz Ronny Listner Kevin Kuske Andreas Barucha RusslandAlexander Subkow Filipp Jegorow Dmitri Trunenkow Nikolai Chrenkow |                                                                                     |                                                                                     |

| 7. Weltcup in St. Moritz, 25. Januar 2011 – 30. Januar 2011 | 7. Weltcup in St. Moritz, 25. Januar 2011 – 30. Januar 2011           | 7. Weltcup in St. Moritz, 25. Januar 2011 – 30. Januar 2011     | 7. Weltcup in St. Moritz, 25. Januar 2011 – 30. Januar 2011            | 7. Weltcup in St. Moritz, 25. Januar 2011 – 30. Januar 2011 |
| Disziplin                                                   | Erster Platz                                                          | Zweiter Platz                                                   | Dritter Platz                                                          |                                                             |
| ----------------------------------------------------------- | --------------------------------------------------------------------- | --------------------------------------------------------------- | ---------------------------------------------------------------------- | ----------------------------------------------------------- |
| Zweierbob Damen                                             | Sandra Kiriasis Berit Wiacker                                         | Anja Schneiderheinze Christin Senkel                            | Cathleen Martini Romy Logsch                                           |                                                             |
| Zweierbob Herren                                            | Manuel Machata Andreas Bredau                                         | Beat Hefti Thomas Lamparter                                     | Thomas Florschütz Kevin Kuske                                          |                                                             |
| Viererbob Herren                                            | LettlandEdgars Maskalāns Daumants Dreiškens Intars Dambis Uģis Žaļims | SchweizBeat Hefti Roman Handschin Thomas Lamparter Manuel Lüthi | DeutschlandManuel Machata Richard Adjei Andreas Bredau Christian Poser |                                                             |

| 8. Weltcup in Cesana, 1. Februar 2011 – 6. Februar 2011 | 8. Weltcup in Cesana, 1. Februar 2011 – 6. Februar 2011                   | 8. Weltcup in Cesana, 1. Februar 2011 – 6. Februar 2011               | 8. Weltcup in Cesana, 1. Februar 2011 – 6. Februar 2011         | 8. Weltcup in Cesana, 1. Februar 2011 – 6. Februar 2011 |
| Disziplin                                               | Erster Platz                                                              | Zweiter Platz                                                         | Dritter Platz                                                   |                                                         |
| ------------------------------------------------------- | ------------------------------------------------------------------------- | --------------------------------------------------------------------- | --------------------------------------------------------------- | ------------------------------------------------------- |
| Zweierbob Damen                                         | Helen Upperton Shelly-Ann Brown                                           | Esmé Kamphuis Judith Vis                                              | Sandra Kiriasis Stephanie Schneider                             |                                                         |
| Zweierbob Herren                                        | Simone Bertazzo Matteo Torchio                                            | Beat Hefti Thomas Lamparter                                           | Thomas Florschütz Kevin Kuske                                   |                                                         |
| Viererbob Herren                                        | RusslandAlexander Subkow Filipp Jegorow Dmitri Trunenkow Nikolai Chrenkow | LettlandEdgars Maskalāns Daumants Dreiškens Intars Dambis Uģis Žaļims | KanadaLyndon Rush Justin Wilkinson Cody Sorensen Neville Wright |                                                         |

## Gesamtstand und erreichte Platzierungen im Zweierbob der Frauen
| Rang | Pilot                        | Land                   | Anschieberin(nen)                                          | WHI | CAL | LAP | LAP | IGL | WIN | STM | CES | Punkte |
| ---- | ---------------------------- | ---------------------- | ---------------------------------------------------------- | --- | --- | --- | --- | --- | --- | --- | --- | ------ |
| 01   | Sandra Kiriasis              | Deutschland            | Stephanie Schneider Christin Senkel Berit Wiacker          | 01  | 02  | 01  | 01  | 06  | 01  | 01  | 03  | 1711   |
| 02   | Cathleen Martini             | Deutschland            | Kristin Steinert Berit Wiacker Christin Senkel Romy Logsch | 04  | 01  | 03  | 02  | 06  | 05  | 03  | 06  | 1563   |
| 03.  | Kaillie Humphries            | Kanada                 | Heather Moyse                                              | 03  | 04  | 08  | 09  | 08  | 08  | 04  | 05  | 1400   |
| 04.  | Shauna Rohbock               | Vereinigte Staaten     | Valerie Fleming                                            | 02  | 08  | 02  | dsq | 01  | 03  | 07  | 04  | 1365   |
| 05.  | Helen Upperton               | Kanada                 | Shelly-Ann Brown                                           | –   | 03  | 04  | 03  | 04  | 07  | 05  | 01  | 1361   |
| 06.  | Esmé Kamphuis                | Niederlande            | Judith Vis Urta Rozenstruik                                | 07  | 10  | 07  | 07  | 12  | 04  | 06  | 02  | 1354   |
| 07.  | Fabienne Meyer               | Schweiz                | Hanne Schenk                                               | 08  | 07  | 06  | 04  | 03  | 13  | 11  | 07  | 1320   |
| 08.  | Bree Schaaf                  | Vereinigte Staaten     | Emily Azevedo                                              | 06  | 06  | 05  | 05  | –   | –   | 13  | 09  | 0992   |
| 09.  | Anastassija Skulkina         | Russland               | Margarita Ismailowa Olga Ladejschekowa                     | 05  | 15  | 09  | 12  | 14  | 12  | 10  | dsq | 0952   |
| 10.  | Anja Schneiderheinze-Stöckel | Deutschland            | Christin Senkel                                            | –   | –   | –   | –   | 02  | 02  | 02  | 11  | 0766   |
| 11.  | Paula Walker                 | Vereinigtes Königreich | Kelly Thomas Rebekah Wilson                                | 09  | 09  | 10  | 10  | 09  | –   | –   | –   | 0744   |
| 12.  | Sabina Hafner                | Schweiz                | Michelle Huwiler                                           | –   | –   | –   | –   | 05  | 06  | 08  | 08  | 0680   |
| 13.  | Wiktorija Tokowaja           | Russland               | Jana Winochodowa Nadeschda Sergejewa                       | 11  | 11  | 15  | 11  | –   | –   | –   | 10  | 0656   |
| 14.  | Stefanie Szczurek            | Deutschland            | Berit Wiacker Franziska Bertels                            | 10  | 05  | 12  | 08  | –   | –   | –   | –   | 0616   |
| 15.  | Elfje Willemsen              | Belgien                | Eva Willemarck                                             | –   | 14  | 14  | 14  | 15  | 14  | dns | –   | 0552   |
| 16.  | Christina Hengster           | Österreich             | Inga Versen Alexandra Tüchi                                | –   | –   | –   | –   | 10  | 10  | 12  | 12  | 0544   |
| 17.  | Melissa These                | Kanada                 | Diane Kelly Marquise Brisebois Emily Baadsvik              | 12  | 13  | 13  | 13  | –   | –   | –   | –   | 0488   |
| 18.  | Elana Meyers                 | Vereinigte Staaten     | Jamie Greubel                                              | –   | –   | –   | 06  | 11  | 09  | –   | –   | 0464   |
| 19.  | Olga Fjodorowa               | Russland               | Julija Timofejewa                                          | –   | –   | –   | –   | 13  | 11  | 09  | –   | 0408   |
| 20.  | Jamie Greubel                | Vereinigte Staaten     | Katelyn Kelly Kristi Koplin                                | –   | 12  | –   | –   | –   | –   | 14  | 14  | 0352   |
| 21.  | Astrid Loch-Wilkinson        | Australien             | Jamie Hedge                                                | –   | –   | –   | –   | 16  | –   | 16  | 13  | 0312   |
| 22.  | Fiona Harrison               | Vereinigtes Königreich | Victoria Olaoye Gillian Cooke                              | –   | –   | –   | –   | 17  | –   | 17  | 16  | 0272   |
| 23.  | Carmen Radenovic-Tronescu    | Rumänien               | Alina Savin                                                | –   | –   | –   | –   | 18  | 16  | 17  | –   | 0264   |
| 24.  | Tamaris Allemann             | Schweiz                | Edith Burkard                                              | –   | –   | -   | –   | -   | 15  | 15  | –   | 0208   |
| 25.  | Jazmine Fenlator             | Vereinigte Staaten     | Kristi Koplin                                              | –   | –   | 11  | –   | –   | –   | –   | –   | 0136   |
| 26.  | Carola Mellano               | Italien                | Aida Valente                                               | –   | –   | –   | –   | –   | –   | –   | 15  | 0104   |
| 27.  | Eugenia Oana Diaconu         | Rumänien               | Maria Dragan                                               | –   | –   | –   | –   | –   | 17  | –   | –   | 088    |
| 28.  | Andreea Olimpia Popescu      | Rumänien               | Maria Dragan                                               | –   | –   | –   | –   | 19  | –   | –   | –   | 074    |
| 29.  | Gillian Cooke                | Vereinigtes Königreich | Faye Pittman                                               | –   | –   | –   | –   | –   | –   | 19  | –   | 074    |

## Gesamtstand und erreichte Platzierungen im Zweierbob der Männer
| Rang | Pilot                 | Land                   | Anschieber                                                       | WHI | CAL | PCI | LAP | IGL | WIN | STM | CES | Punkte |
| ---- | --------------------- | ---------------------- | ---------------------------------------------------------------- | --- | --- | --- | --- | --- | --- | --- | --- | ------ |
| 01.  | Alexander Subkow      | Russland               | Dmitri Trunenkow                                                 | 04  | 06  | 01  | 02  | 02  | 01  | 04  | 05  | 1614   |
| 02.  | Manuel Machata        | Deutschland            | Andreas Bredau Richard Adjei                                     | 01  | 02  | 03  | 06  | 04  | 05  | 01  | 15  | 1516   |
| 03.  | Simone Bertazzo       | Italien                | Sergio Riva Matteo Torchio                                       | 08  | 09  | 02  | 01  | 03  | 08  | 10  | 01  | 1476   |
| 04.  | Steven Holcomb        | Vereinigte Staaten     | Curtis Tomasevicz Steven Langton                                 | 07  | 04  | 07  | 04  | 06  | 09  | 07  | 06  | 1392   |
| 05.  | Lyndon Rush           | Kanada                 | Neville Wright                                                   | 02  | 05  | 09  | 05  | 10  | 11  | 05  | 04  | 1386   |
| 06.  | Karl Angerer          | Deutschland            | Christian Friedrich Gregor Bermbach Alexander Mann Mirko Pätzold | 02  | 01  | dsq | 03  | 08  | 03  | 05  | 12  | 1307   |
| 07.  | Patrice Servelle      | Monaco                 | Lascelles Brown                                                  | 09  | 02  | 05  | 09  | 12  | 10  | 18  | 08  | 1210   |
| 08.  | Gregor Baumann        | Schweiz                | Thomas Küttner Patrick Blöchliger Alexander Baumann Jürg Egger   | 10  | 12  | 11  | 12  | 07  | 06  | 08  | 10  | 1184   |
| 09.  | Alexander Kasjanow    | Russland               | Maxim Belugin                                                    | 06  | 10  | 07  | 10  | 14  | 14  | 13  | 09  | 1128   |
| 10.  | John Napier           | Vereinigte Staaten     | Laszlo Vandracsek Jesse Beckom Jared Clugston                    | –   | 11  | 06  | 07  | 18  | 12  | 15  | 11  | 0928   |
| 11.  | Beat Hefti            | Schweiz                | Thomas Lamparter                                                 | –   | –   | –   | –   | 01  | 04  | 02  | 02  | 0837   |
| 12.  | Alexei Gorlatschow    | Russland               | Juri Selichow                                                    | –   | 07  | 12  | 11  | 19  | 15  | 12  | 16  | 0834   |
| 13.  | Thomas Florschütz     | Deutschland            | Kevin Kuske                                                      | –   | –   | –   | –   | 04  | 02  | 03  | 03  | 0802   |
| 14.  | Maximilian Arndt      | Deutschland            | Martin Putze Alexander Rödiger                                   | 05  | 08  | 04  | 08  | –   | –   | –   | –   | 0696   |
| 15.  | Dawid Kupczyk         | Polen                  | Marcin Piotr Niewiara Pawel Mroz                                 | –   | 13  | 13  | 14  | 15  | 16  | 21  | 19  | 0688   |
| 16.  | Edgars Maskalāns      | Lettland               | Daumants Dreiškens                                               | –   | –   | –   | –   | 11  | 07  | 17  | 07  | 0580   |
| 17.  | Jürgen Loacker        | Österreich             | Matthias Adolf                                                   | –   | –   | –   | –   | 09  | 13  | 11  | –   | 0408   |
| 18.  | Edwin van Calker      | Niederlande            | Sybren Jansma                                                    | –   | –   | –   | –   | 16  | 17  | 16  | 13  | 0400   |
| 19.  | Ethan Albrecht-Carrie | Vereinigte Staaten     | Colin Campbell Jared Clugston                                    | –   | 14  | 10  | 13  | –   | –   | –   | –   | 0376   |
| 20.  | Oskars Melbārdis      | Lettland               | Intars Dambis                                                    | –   | –   | –   | –   | 17  | –   | 09  | 14  | 0352   |
| 21.  | Milan Jagnešák        | Slowakei               | Martin Tešovič Juraj Mokráš                                      | dns | 15  | 14  | –   | –   | –   | 23  | 21  | 0328   |
| 22.  | Heath Spence          | Australien             | Jason Oliveri Dustin MacPherson Alex Zborowski                   | –   | 16  | 16  | 16  | –   | –   | –   | –   | 0288   |
| 23.  | Jan Vrba              | Tschechien             | Jan Stokláska                                                    | –   | –   | –   | –   | 13  | 19  | 20  | –   | 0262   |
| 24.  | Nicolae Istrate       | Rumänien               | Bogdan Otavă Florin Crăciun                                      | –   | –   | –   | –   | 21  | 18  | 22  | –   | 0198   |
| 25.  | John Jackson          | Vereinigtes Königreich | Dan Money                                                        | –   | –   | –   | –   | 20  | –   | 14  | –   | 0180   |
| 26.  | Cory Butner           | Vereinigte Staaten     | Johnny Quinn                                                     | –   | –   | –   | –   | –   | –   | 19  | 18  | 0154   |
| 27.  | Alex Torbert          | Kanada                 | Luke Demetre                                                     | 11  | –   | –   | –   | –   | –   | –   | –   | 0136   |
| 28.  | Chris Gudzowsky       | Kanada                 | Patrick Szpak                                                    | 12  | –   | –   | –   | –   | –   | –   | –   | 0128   |
| 29.  | Kang Kwang-Bae        | Südkorea               | Seo Young-Woo                                                    | –   | –   | 15  | –   | –   | –   | –   | –   | 0104   |
| 30.  | Vuk Rađenović         | Serbien                | Slobodan Matijević                                               | –   | –   | –   | 15  | –   | –   | –   | –   | 0104   |
| 31.  | Chris Spring          | Kanada                 | Justin Wilkinson                                                 | –   | –   | –   | –   | –   | –   | –   | 17  | 088    |
| 32.  | Michele Menardi       | Italien                | Federico Comel                                                   | –   | –   | –   | –   | –   | –   | –   | 20  | 068    |
| 33.  | Lamin Deen            | Vereinigtes Königreich | Richard Sharman                                                  | –   | –   | –   | –   | 22  | –   | –   | –   | 0056   |

## Gesamtstand und erreichte Platzierungen im Viererbob der Männer
| Rang | Pilot                 | Land                   | Anschieber                                                                                              | WHI | CAL | PCI | LAP  | IGL | WIN | STM | CES | Punkte |
| ---- | --------------------- | ---------------------- | --- | --- | --- | --- | ---- | --- | --- | --- | --- | ------ |
| 01.  | Manuel Machata        | Deutschland            | Andreas Bredau Michail Makarow Christian Poser Florian Becke Richard Adjei René Tiefert Thomas Blaschek | 03  | 01  | 02  | 06   | 01  | 01  | 03  | 11  | 1597   |
| 02.  | Steven Holcomb        | Vereinigte Staaten     | Justin Olsen Steven Langton Curtis Tomasevicz                                                           | 01  | 05  | 06  | 01   | 03  | 06  | 08  | 06  | 1522   |
| 03.  | Alexander Subkow      | Russland               | Philipp Jegorow Dmitri Trunenkow Nikolai Chrenkow                                                       | 05  | 04  | 01  | 0dsq | 04  | 02  | 04  | 01  | 1420   |
| 04.  | Karl Angerer          | Deutschland            | Gregor Bermbach Alexander Mann Christian Friedrich Jan Speer Mirko Pätzold Alexander Metzger            | 04  | 02  | 07  | 04   | 08  | 07  | 06  | 10  | 1410   |
| 05.  | Alexander Kasjanow    | Russland               | Dmitri Stjopuschkin Andrei Jurkow Juri Selichow Dmitri Eljutin Maxim Belugin                            | 07  | 07  | 04  | 05   | 05  | 04  | 12  | 05  | 1400   |
| 06.  | Lyndon Rush           | Kanada                 | Chris Le Bihan Cody Sorensen Neville Wright Justin Wilkinson                                            | 06  | 06  | 03  | 03   | 07  | 18  | 09  | 03  | 1352   |
| 07.  | Simone Bertazzo       | Italien                | Matteo Torchio Francesco Costa Sergio Riva Luca Pagin                                                   | 08  | 12  | 09  | 08   | 12  | 11  | 15  | 09  | 1120   |
| 08.  | Patrice Servelle      | Monaco                 | Joffrey Tocant Lascelles Brown Elly Lefort Alexandre Vanhoutte                                          | 09  | 08  | 08  | –    | 09  | 12  | 18  | 14  | 0944   |
| 09.  | Gregor Baumann        | Schweiz                | Noah Chiozza Thomas Küttner Patrick Blöchliger Jürg Egger Alexander Baumann                             | –   | 11  | 12  | –    | 06  | 08  | 07  | 08  | 0928   |
| 10.  | Alexei Gorlatschow    | Russland               | Juri Selichow Denis Moisseitschenkow Maxim Belugin Alexei Andrjunin Alexander Ryabov                    | –   | 10  | 10  | 09   | 17  | 14  | 11  | 12  | 0904   |
| 11.  | John Napier           | Vereinigte Staaten     | Jesse Beckom Colin Campbell Laszlo Vandracsek Johnny Quinn Jared Clugston                               | –   | 09  | 11  | 07   | 15  | 13  | 16  | 13  | 0896   |
| 12.  | Maximilian Arndt      | Deutschland            | René Tiefert Martin Putze Alexander Rödiger Gino Gerhardi                                               | 02  | 03  | 05  | 02   | –   | –   | –   | –   | 0804   |
| 13.  | Thomas Florschütz     | Deutschland            | Kevin Kuske Ronny Listner Andreas Barucha                                                               | –   | –   | –   | –    | 02  | 02  | 05  | 04  | 0796   |
| 14.  | Edgars Maskalāns      | Lettland               | Daumants Dreiškens Intars Dambis Uģis Žaļims Raivis Broks                                               | –   | –   | –   | –    | 10  | 05  | 01  | 02  | 0763   |
| 15.  | Beat Hefti            | Schweiz                | Roman Handschin Manuel Lüthi Thomas Lamparter                                                           | –   | –   | –   | –    | 11  | 09  | 02  | 06  | 0674   |
| 16.  | Dawid Kupczyk         | Polen                  | Pawel Mroz Marcin Piotr Niewiara Michal Kasperowicz                                                     | –   | 13  | 13  | –    | 14  | dsq | 14  | 15  | 0568   |
| 17.  | Milan Jagnešák        | Slowakei               | Martin Tešovič Andrej Bičian Juraj Mokráš                                                               | 10  | 15  | 14  | –    | –   | –   | 19  | 19  | 0508   |
| 18.  | Jan Vrba              | Tschechien             | Jan Stokláska Vladimir Hladík Dominik Suchý                                                             | –   | –   | –   | –    | 13  | 10  | 13  | –   | 0384   |
| 19.  | Ethan Albrecht-Carrie | Vereinigte Staaten     | Dan Royal Jared Clugston Mike Snyder Sean Hopkins                                                       | –   | 14  | 15  | 10   | –   | –   | –   | –   | 0360   |
| 20.  | Jürgen Loacker        | Österreich             | Matthias Adolf Johannes Wipplinger Martin Lachkovics Jürgen Mayer                                       | –   | –   | –   | –    | 18  | 15  | 10  | –   | 0328   |
| 21.  | Edwin van Calker      | Niederlande            | Sybren Jansma César González Yannick Greiner Arnold van Calker Igor Brink                               | –   | –   | –   | –    | 16  | 17  | dsq | 16  | 0280   |
| 22.  | Nicolae Istrate       | Rumänien               | Bogdan Otavă Florin Crăciun Ioan Dovalciuc                                                              | –   | –   | –   | –    | 19  | 16  | 17  | –   | 0258   |
| 23.  | Chris Gudzowsky       | Kanada                 | Bryce Diggins Ryan Taal Geoff Wieler                                                                    | 11  | –   | –   | –    | –   | –   | –   | –   | 0136   |
| 24.  | Kang Kwang-Bae        | Südkorea               | Kim Hong-Bae Won Yun-Jong Seo Young-Woo                                                                 | –   | –   | 16  | –    | –   | –   | –   | –   | 096    |
| 25.  | Oskars Melbārdis      | Lettland               | Raivis Broks Mihails Arhipovs Jānis Strenga                                                             | –   | –   | –   | –    | –   | –   | dsq | 17  | 088    |
| 26.  | Michele Menardi       | Italien                | Federico Comel Danilo Santarsiero Luca Pagin                                                            | –   | –   | –   | –    | –   | –   | –   | 18  | 080    |
| 27.  | John Jackson          | Vereinigtes Königreich | Dan Money Bruce Tasker Steven Smith                                                                     | –   | –   | –   | –    | 20  | –   | dsq | –   | 068    |
| 28.  | Alex Torbert          | Kanada                 | Luke Demetre Patrick Szpak Mike McCorkell                                                               | dns | –   | –   | –    | –   | –   | –   | –   | 000    |

## Gesamtstand Kombination der Herren
Für die Wertung der Kombination werden die Punkte aus den Ergebnissen des Zweier- und Viererbobs addiert.
| Rang | Pilot                 | 2er  | 4er  | Gesamtpunkte |
| ---- | --------------------- | ---- | ---- | ------------ |
| 01   | Manuel Machata        | 1516 | 1597 | 3113         |
| 02   | Alexander Subkow      | 1614 | 1420 | 3034         |
| 03   | Steven Holcomb        | 1392 | 1522 | 2914         |
| 04   | Lyndon Rush           | 1386 | 1352 | 2738         |
| 05   | Karl Angerer          | 1307 | 1410 | 2717         |
| 06   | Simone Bertazzo       | 1476 | 1120 | 2596         |
| 07   | Alexander Kasjanow    | 1128 | 1400 | 2528         |
| 08   | Patrice Servelle      | 1210 | 0944 | 2154         |
| 09   | Gregor Baumann        | 1184 | 0928 | 2112         |
| 10   | John Napier           | 0928 | 0896 | 1824         |
| 11   | Alexey Gorlachev      | 0834 | 0904 | 1738         |
| 12   | Thomas Florschütz     | 0802 | 0796 | 1598         |
| 13   | Beat Hefti            | 0837 | 0674 | 1511         |
| 14   | Maximilian Arndt      | 0696 | 0804 | 1500         |
| 15   | Edgars Maskalans      | 0580 | 0763 | 1323         |
| 16   | Dawid Kupczyk         | 0688 | 0568 | 1256         |
| 17   | Milan Jagnesak        | 0328 | 0508 | 0836         |
| 18   | Jürgen Loacker        | 0408 | 0328 | 0736         |
| 19   | Ethan Albrecht-Carrie | 0376 | 0360 | 0736         |
| 20   | Edwin van Calker      | 0400 | 0280 | 0680         |
| 21   | Jan Vrba              | 0262 | 0384 | 0646         |
| 22   | Nicolae Istrate       | 0198 | 0258 | 0456         |
| 23   | Oskars Melbardis      | 0352 | 0088 | 0440         |
| 24   | Chris Gudzowsky       | 0345 | 0310 | 0264         |
| 25   | John Jackson          | 0180 | 0068 | 0248         |
| 26   | Kwang-Bae Kang        | 0104 | 0096 | 0200         |
| 27   | Michele Menardi       | 0068 | 0080 | 0148         |
| 28   | Alex Torbert          | 0136 | 0000 | 0136         |